# مانوئلا تورس
مانوئلا تورس (انگلیسی: Manoella Torres؛ زادهٔ ۲۱ آوریل ۱۹۵۴) خواننده و بازیگر اهل ایالات متحده آمریکا است. وی از سال ۱۹۷۲ میلادی تاکنون مشغول فعالیت بوده‌است.